# St. Katharina (Hamm-Bossendorf)

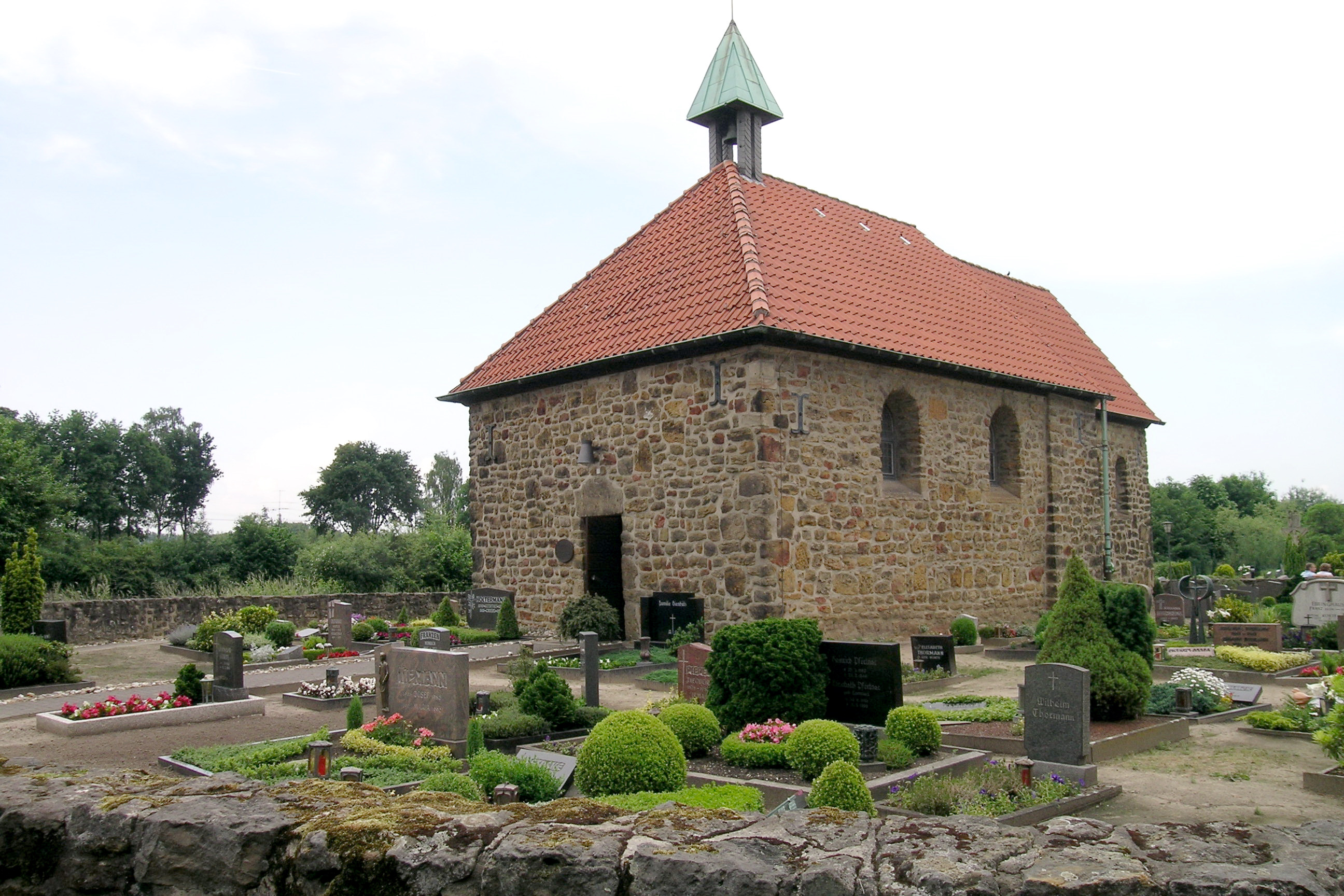
St. Katharina

Die römisch-katholische Kapelle St. Katharina ist ein denkmalgeschütztes Kirchengebäude in Hamm-Bossendorf, einem Ortsteil von Haltern am See im Kreis Recklinghausen in Nordrhein-Westfalen. Sie gehört zur Pfarrei St. Sixtus Haltern am See im Kreisdekanat Recklinghausen des Bistums Münster.
Das Gebäude steht im Mittelpunkt eines ummauerten Friedhofes. Es ist ein kleiner, ursprünglich flachgedeckter Saalbau, mit gerade geschlossenem Chor. Der Chor stammt vermutlich aus dem 11. oder 12. Jahrhundert. Das Schiff ist wohl eine spätere Erweiterung. Die Kirche beherbergt einen Barockaltar mit der Bezeichnung 1744–46.